# Dobrá rada drahá
Dobrá rada drahá (v německém originále Da ist nicht gut zu rathen, v češtině zmiňováno též jako V tom není dobré radit) je komická opera ve formě singspielu o dvou dějstvích českého skladatele Josefa Bárty na libreto Johanna Gottlieba Stephanieho. Její premiéru uvedlo 8. srpna 1778 vídeňské dvorní divadlo (Burgtheater).

## Vznik, charakteristika a historie
Císař Josef II. ve druhé polovině 70. let 80. století usiloval o posílení německojazyčného, tedy „národního“, divadla ve Vídni. V roce 1776 zřídil činoherní Národní divadlo a v roce 1777 rozpustil italský operní soubor dosud působící u císařského dvora, který v následujícím roce nahradila nová společnost zvlášť utvořená pro německojazyčnou operu – „Národní singspiel“. K napsání nových děl pro Národní singspiel byli vyzváni skladatelé působící ve Vídni, mezi nimi Josef Bárta. Tento původem pražský skladatel žil ve Vídni od roku 1769 a v roce 1772 byla uvedena jeho první opera na italské libreto, Ďáblice.
Libreto pro Bártovu operu pod názvem Dobrá rada drahá napsal básník a dramatik Johann Gottlieb Stephanie. Námět Stephanie převzal z komedie Carla Gozziho Šťastní žebráci (I pitocchi fortunate) z roku 1764 (i proto jsou v něm prvky italské commedie dell'arte). Jedná se o jeden z dobově populárních exotických námětů; děj je sice zasazen do konfuciánské Kočinčíny, ale využívá stereotypy látek z muslimského (tureckého) prostředí známějšího vídeňskému publiku. K tomu (slovy hudebního kritika Petra Vebera) „přidává k základnímu dějovému nastavení motivy mužské nadvlády nad ženami, úřední subordinace, ohýbání zákona, zbožného pokrytectví a nábožensky zdůvodňovaného šejdířství.“ Muzikolog Jiří Štilec míní, že se jedná o „velmi živé dílo s řadou komických momentů“. Formou se jedná o singspiel, dobově se na ni odkazuje též jako na „operetu“ (Operette). Bártovo zpracování se přimyká spíše k jednodušší verzi soudobého singspielu: árie jsou vcelku jednoduché, ansámbly jsou řídké a opera se obejde bez sboru; hudba je však (podle Vebera) svižná a vůbec nezní naivně. V představení účinkoval i Johann Heinrich Böhm (kolem 1740-1792), v letech 1771 až 1778 ředitel městského divadla v Brně, a jeho manželka Marianna roz. Jacobsová, kteří se stali členy vídeňského Národního singspielu od jeho založení.
Dobrá rada drahá bylo Bártovo nejúspěšnější dílo. Journal von auswärtigen und deutschen Theatern psal: „Tento kus byl přijat s nejvřelejším nadšením. Krásný kvartet (šarivari) Du bist nicht werth, daß ich dich liebe, musel být na žádost posluchačů opakován. Znalcům hudebního umění  se zvláště líbily árie Ich gab ihr Gold und Edelsteine, Weiber die in Pracht erzogen, Verliebte Narren, Was nützen alle Schätze a Du liebst nur mich. Dobrá rada drahá se hrála do počátku následujícího roku a v té době tisk ještě poznamenával: „Tato opereta si stále udržuje úspěch, kterou měla od začátku.“ Celkem je zaznamenáno je sedm představení v Burgtheatru. Zvláštní obliby dosáhla árie Weiber, die im Pracht erzogen. Kritika nebyla nadšená textem; „Základní myšlenka z Gozziho Šťastných žebráků je dobrá, ale singspiely nejsou Stephanieho věc,“ míní Almanach der deutschen Musen pro rok 1780.
Další inscenace Bártovy zpěvohry se konala v Praze, kde ji měla v repertoáru divadelní společnost Karla Wahra; dokládá ji její uvedení v soupisu provozovacích materiálů, které roku 1782 Wahr předložil k proplacení mecenáši hraběti Nosticovi. Doložena jsou rovněž tři představení v královském divadle ve Varšavě (poprvé 21. července 1781). I v českých pramenech se pak zachovaly úpravy některých árií pro komorní instrumentální hudbu.
Do dnešní doby se zachoval jediný opis Bártova singspielu v Hamburku, který roku 2016 znovu nalezl dirigent Marek Štilec. K provozování materiál připravili Jiří Štilec a Daniel Bernhardsson, Jana Dušek Pražáková pořídila český překlad libreta a v létě roku 2019 uvedlo novodobou premiéru singspielu Dobrá rada drahá Horácké divadlo Jihlava v koprodukci s HAMU Praha a Mezinárodním hudebním festivalem Hudba tisíců – Mahler Jihlava. Orchestr Ensemble 18+ dirigoval Marek Štilec, režíroval Michal Skočovský a hráli a zpívali Vojtěch Šembera nebo Jan Janda (Tonga), Zuzana Kopřivová nebo Lucie Vagenknechtová (Combia), Václav Vallon nebo Daniel Matoušek (Turo), Tereza Smoláková nebo Nikola Uramová (Chicana), Vít Šantora nebo Vít Nosek (Omsai) a Josef Kovačič (guvernér). Plánované uvedení v následující sezóně zmařila pandemie covidu-19.

## Postavy
- Tongu, vojenský velitel – bas
- Combia, jeho žena – soprán
- Turo – tenor
- Chicana, stará dozorkyně – soprán
- Omsai neboli pohanský almužník, konfucián – tenor
- Guvernér provincie – bas[11]

## Děj opery
Odehrává se v Kočinčíně v provincii Palucambi.

### 1. dějství
(Prostranství před palácem velitele Tongua, s chatrčí v koutě zahrady)
Vojenský velitel Tongu si poslal na pomoc a radu Omsaie (konfuciánského almužníka) a stěžuje si mu na svou ženu Combii, která ho nejen nemiluje, ale ani ho k sobě na dva kroky nepustí. Omsai radí ženě lichotit a zahrnovat ji cennostmi a pozorností, ale to vše už Tongu zkusil bez jakéhokoli výsledku (árie Tongua Ich gab ihr Gold und Edelsteine). Pak je ale dobrá rada drahá – konkrétně přijde na tři sta zlaťáků. Omsai Tonguovi radí, aby ženu zapudil. Tongu odmítá – to je to poslední, co by si přál – ale Omsai vysvětluje svůj plán. Žena zvyklá odmala na život v hojnosti nevydrží dlouho chudobu a bude se chtít vrátit (árie Weiber, die im Pracht erzogen). Aby si ji však mohl znovu vzít, musí ji Tongu nejprve za úplatu provdat za nějakého žebráka, který ji musí sám zapudit. Tongu má strach, že Combia dá přednost žebrákovi, jen aby se Tonguovi pomstila, popřípadě že by se žebrák mohl rozhodnout ji nezapudit, ale Omsai ho přesvědčuje, že chudák dá vždy přednost penězům před ženskou, zvláště pokud si ho předtím zaváží přísahou (duet Sie ist zu englisch schön!). Tongu nakonec přes všechno zdráhání na Omsaiův plán přistoupí. Omsai si gratuluje: od té doby, co guvernér poslal práceschopné chudé do dolů a o ostatní pečuje, není pro almužníky práce, a odpadla jim tedy i zprostředkovatelská provize. Musí se tedy živit rozdmýcháváním rodinných půtek, které pak mohou za odměnu hasit…
Tongu přivádí Combii a slavnostně ji zapuzuje. Combia je nadšena, alel její služebná Chicana kárá jednoho i druhého. Omsai zase musí kolísajícího Tongua povzbuzovat, aby zůstal v roli. Tongu s předstíranou rozhodností a téměř s pláčem vykazuje své bývalé manželce místo v chatrči (kvartet Du bist nicht wehrt, daß ich dich liebe!).
Chicana Combii vyčítá, co si to nepřátelským postojem vůči Tonguovi zavinila. Combia, dcera bohatého otce, měla ráda mladého Tura, ale její otec Tura krutě pronásledoval (kdo ví, kde je mu konec) a Combii provdal za Tongua, který se jí od počátku ošklivil. Její lásku k Turovi nelze nahradit žádným přepychem, ať si o tom Chicana myslí cokoli (árie Was nutzen alle Schätze). Chicana jí připomíná, že není ani jisté, že je Turo naživu, a pokud ano, bude daleko odtud. Combii její srdce říká, že Turo je nablízku a že se s ním brzy shledá, avšak Chicana namítá, že srdce je špatný rádce (árie Glaubt ja dem Herzen nicht!).
Omsai pak vysvětluje Combii její postavení. Není sice již vdána, ale ani svobodná: dokud se neprovdá, zůstává v Tonguově poručnictví. Ten jí nemůže nového muže vnutit, ale zato může její svatbu s kýmkoli zakázat, kdyby se mu zdálo, že Combia má o ženicha přílišný zájem. Combia si uvědomuje bezvýchodnost své situace. Omsai i Chicana ji přesvědčují, že mít nemilovaného, ale poslušného a oddaného manžela je lepší než být sama a bezprávná. Omsai jí nabízí řešení s přechodným manželstvím a následným návratem k Tonguovi a Chicana ji přemlouvá, aby s ním souhlasila. A Cambia skutečně k radosti obou přisvědčuje, jenže z jiného důvodu – má totiž nápad, jak plánu využít k tomu, aby našla svého Tura (tercet Stürmisch ist der Lauf des Lebens!).

### 2. dějství
(1. obraz – Tamtéž)
Do města náhodou dorazil zbídačený Turo – neví, kam se Cambia poděla, a hledá ji všude. O její věrnosti však nepochybuje (árie Du liebst nur mich). Z paláce vycházejí Omsai a Tongu. Omsai Tonguovi sice nemůže slíbit, že ho Combia bude po návratu milovat, ale i tak je Tongu rád, že plán zdá se zafungoval. Protože však hrozí, že Tongu ze své slepé lásky ke Combii ještě něco pokazí, posílá ho Omsai zařídit u guvernéra provincie, aby proti opětovnému sňatku nebyly žádné úřední námitky. Pak narazí Omsai na Tura. Žebravý cizinec mu připadá jako vhodný kandidát na dočasného manžela. Přednáší nabídku Turovi a ten odmítá, protože je hluboce zamilován a nechce svou milou podvést (árie Ein liebeskrankes Herz). To se Omsaiovi líbí, protože tím spíše se může spolehnout na to, že Turo nebude mít důvod v dočasném manželství setrvat. Za řádnou odměnu Tura nakonec přesvědčí a Turo složí i přísahu (duet Bey allen guten Geistern).
Turo se v duchu omlouvá své Combii, když ta náhle vystoupí ze své chatrče. Milenci se shledávají a vyprávějí si své osudy. Combia vysvětluje Turovi, proč ho miluje (árie In dem Gegenstand der Liebe). Oba se potvrzují své vyznání (duet Wo alle gaben sich verbinden). Chicana je varuje před ostatními a odvádí Combii zpět.
Omsai přivádí Tongua, ale Tiro se nyní odmítá účastnit mějakého fingovaného sňatku, když našel svou pravou lásku. Omsai a Tongu ho chtějí třeba násilím donutit, aby splnil svou přísahu, a odvlečou ho s sebou.
(2. obraz – Vnitřek Combiiny chatrče)
Combia zatím musí měnit své plány: původně měla v úmyslu přimět svého dočasného manžela, aby jí pomohl najít Tura, ale to už teď není třeba. Teď by chtěla s milencem uprchnout. Chicana to má za bláhové, ale Combia věří, že pro lásku není nic nemožného (árie Was hat die Liebe schon vollbracht!). Chicana si stěžuje nebesům na zamilované blázny (árie Verliebte Narren).
Když pro Combii přijde Omsai, i ona se zpěčuje provést původní plán, ale pak zahlédne Tura, jak jí dává tajné znamení. Combia tedy rychle otočí, předstírá náklonnost k Tonguovi a chce uzavřít dočasný sňatek pod podmínkou, že na ženicha nepohlédne ni on na ni. Tak se i stane. Omsai oddá Cambii a Tura, každého hledícího opačným směrem, jenže když pak vyzve Tura, aby svou novou ženu zapudil, ten rázně odmítne. Omsai se ho snaží přesvědčit s odvoláním na přísahu, ale Turo přichází s nejrůznějšími důvody, proč přísaha nebyla platná. Combia pak Omsaiovi připomíná, že podle práva nyní musí Tongu odevzdat Turovi její podstatné věno – z čehož čtvrtinu slíbí Omsaiovi, pokud bude na jejich straně. A Omsai ihned obrací, a protože vojenský velitel není malý protivník, běží přesvědčit guvernéra jako jedinou vyšší autoritu, aby zasáhl.
Chicana si stěžuje na to, že ve výsledku se Tonguův hněv vybije na ní, a vynutí si od Combie slib, že ji vezme s sebou. Tongu přichází, ale není vpuštěn, a když vidí, že se sňatek uskutečnil, ale zapuzení nikoli, zuří a snaží se vylomit dveře (kvartet O wie süß ist doch die Liebe). S pomocí služebných se mu to podaří a hrozí novomanželům násilím. To však ukončí příchod guvernéra. Ten na základě informací od Omsaie, „věrného služebníka spravedlnosti“, prohlašuje sňatek Combie s Turem za platný a nařizuje Tonguovi vyplatit její věno. Navíc Tura na místě jmenuje svým tajným písařem – zato Omsaie za podvodné jednání vykazuje z Číny. Věrná láska zvítězila (finále Ihr seyd bestraft nach den Gesetzen … Die Liebe läßt sich nicht erzwingen).

## Instrumentace
Dva hoboje, dva fagoty, dva lesní rohy; první a druhé housle, violoncella, kontrabasy.